# Reichstag zu Worms (770)
Der Reichstag zu Worms im Jahr 770 war eine Reichsversammlung unter König Karl (dem Großen), der 768 zusammen mit seinem Bruder, Karlmann I., an die Regierung gekommen war. Der Reichstag von 770 in Worms war der erste König Karls.

## Rahmen
Die Reichsversammlung in Worms fand während erheblicher Spannungen zwischen König Karl und seinem Bruder statt. Die Mutter der beiden, Königin Bertrada, verhandelte währenddessen – erfolglos – mit König Karlmann in Seltz, etwa 100 km südlich von Worms (heute: Elsass). Diese Konstellation könnte dazu beigetragen haben, dass König Karl Worms als Ort für die Reichsversammlung wählte.
Da zu den Details der Reichsversammlung 770 nichts bekannt ist, sind Zahl und Namen der Teilnehmenden (außer dem König) unbekannt. Unter Karl dem Großen ist eine Königspfalz in Worms belegt, die 790 abbrannte. Sie dürfte das Zentrum der Reichsversammlung gewesen sein.

## Ereignisse
Außer der Tatsache, dass im Jahr 770 eine Reichsversammlung in Worms stattfand, ist zu dem Ereignis nichts überliefert. Quelle sind die Annales regni Francorum („Annalen des Fränkischen Reiches“), in denen die Versammlung sowohl als Reichsversammlung („conventum generalem in Wormacia civitate“) als auch als Synode bezeichnet wird.